# Chiesa e convento di Sant'Anna (Sommariva del Bosco)
La chiesa e convento di Sant'Anna, insieme ai fabbricati annessi e ora adibiti a casa di riposo per anziani, costituiscono uno dei complessi architettonici più interessanti di Sommariva del Bosco, le cui origini risalgono alla prima metà del Cinquecento. Nell'anno 1573 i Padri Serviti, cui erano stati affidati chiesa e convento, insistettero presso le autorità ecclesiastiche per insediarvi la seconda parrocchia. La costruzione del monumento religioso divenne per alcuni anni oggetto di vivaci dispute sulla costruzione della nuova parrocchia, in aperta competizione con quella precedente edificata sul “podio”, la collina del castello. Con materiali recuperati dal preesistente pilone, fu edificata una colonna quadrata all'angolo del sagrato. Fino al 1777 nei sotterranei della cripta e del sagrato venivano sepolti i defunti, le spoglie dei quali ancora riposano nella cripta che si estende sotto al pavimento della chiesa. Realizzata in cotto a vista, si caratterizza per la sua semplicità architettonica, con forme assai regolari. Lo spazio interno, inaspettatamente alto e arioso, custodisce lunette e finestroni rinascimentali, tra gli elementi di maggior pregio dell'edificio, insieme alle otto cappelle laterali ricche di marmi e stucchi di epoca barocca con alcuni ex voto. Nel coro una lapide tombale marmorea testimonia la presenza nella chiesa dei Padri Serviti, prolungatasi per oltre tre secoli e cela l'accesso ai sotterranei sepolcrali del complesso, una notevole cripta occupa tutta l'estensione della chiesa. Il pilone quadrato, posto all'angolo del piazzale antistante la chiesa, presentava ai quattro lati altrettanti affreschi del pittore sommarivese Giovanni Maria Borri risalenti al 1855 di cui oggi rimangono solo finissime tracce all'occhio attento, quasi completamente perduti. Leggenda vuole che l'anima del pilone custodisca una struttura lignea.